# Los motivos de Luz
Pour plus de détails, voir Fiche technique et Distribution.
Los motivos de Luz (traduction en français : Les Raisons de Luz) est un film mexicain de Felipe Cazals sorti en 1985.
En juillet 1994, le film est inclus dans la liste établie par la revue Somos des 100 meilleurs films mexicains de tous les temps.

## Synopsis
Luz, sans travail et sans argent, abandonnée par son amant, est accusée d'avoir tué sa  progéniture. Les preuves de sa culpabilité font pourtant défaut. Emprisonnée, elle tente de se rappeler les circonstances du drame. Le film s'inspire d'un cas authentique, que l'on a appelé au Mexique l'affaire de La Fiera del Ajusco (La Médée de l'Ajusco (es)) : une jeune mère, pauvre et ignorante, Elvira Luz Cruz, originaire d'un quartier proche du volcan Ajusco, au sud de Mexico, est arrêtée pour l'assassinat de ses quatre enfants, le 12 août 1982. En septembre 1984, au cours d'un procès entaché d'irrégularités, la jeune femme est alors condamnée à vingt-huit ans de prison par la Cour supérieure de justice de son district.

## Fiche technique
- Titre du film : Los motivos de Luz
- Réalisation : Felipe Cazals
- Assistant réalisateur : Elías Nahmias
- Scénario : Xavier Robles
- Photographie : Ángel Goded - Couleur
- Son : Roberto Camacho
- Décors : Horacio Martínez
- Montage : Sigfrido García Jr.
- Production : Hugo Scherer, Chimalistac Producción S.A.
- Pays d'origine :  Mexique
- Langue originale : Espagnol
- Durée : 96 minutes
- Sortie : 1985

## Distribution
- Patricia Reyes Spíndola : Luz
- Alonso Echánove : Sebastián
- Ana Ofelia Murguía : la mère de Luz
- Delia Casanova : le docteur Rebollar
- Marta Aura : l'avocate
- Dunia Saldívar : une voisine

## Récompenses et distinctions
- Ariel de la meilleure actrice (Patricia Reyes Spíndola) et du meilleur second rôle en 1985
- Prix Spécial du Jury au Festival de Saint-Sébastien 1985

## Commentaire
Comme pour Canoa (1975), Felipe Cazals se sert ici d'événements réels. Toutefois, il  concentre son attention non sur les faits eux-mêmes, mais sur les antécédents qui ont pu provoquer un acte terrible. « Son regard, intense et interrogateur, enquête sur la marginalisation. » Le film recrée l'univers d'Elvira Luz Cruz : extrême pauvreté, maltraitance, abus sexuel. Avant d'avoir connu son amant, un ouvrier maçon, Elvira fut enceinte d'un homme en fuite. Luz est également en proie à des délires mystiques. La caméra filme en plans rapprochés comme si « elle essayait de percer le mystère d'Elvira, d'expliquer ce qu'elle ne dit pas. »
Précisément, lorsque le film fut tourné, Elvira Luz Cruz décida de ne plus donner d'entretiens dans la presse. Sur ses instructions, son avocate, Efrain Garza, intenta, en outre, un procès pour calomnie et diffamation contre le producteur, la Chimalistac Producción S.A.
Notons, qu'une pièce de théâtre La Fiera del Ajusco, écrite par Victor Hugo Rascón Banda et mise en scène par Luiz Heraclio Sierra, ainsi qu'un autre film, à caractère documentaire, Elvira Luz Cruz : Pena Máxima, réalisé par Ana Diez Díaz, traitèrent également de cette affaire.